# 宝蔵院流高田派
宝蔵院流高田派（ほうぞういんりゅうたかだは）とは、高田吉次（高田又兵衛）の系統の宝蔵院流槍術。

## 歴史
高田吉次は伊賀の出身で、はじめ中村尚政（宝蔵院流開祖・胤栄の弟子。宝蔵院流中村派を興す）より宝蔵院流槍術を学び、後に胤栄にも学んだ。この他、五坪之政（五坪兵庫介）より五坪流槍術を、穴沢盛秀（穴沢主殿助）より穴沢流薙刀術を学んだほか、新陰流剣術も学び、宝蔵院流高田派を大成した。
大坂の陣では大坂方に属して戦い、戦後、浪人となり江戸で槍術を指南したという。1623年（元和9年）、吉次は小笠原忠真に召し抱えられ、小笠原家中で槍術を指南した。島原の乱の原城攻城戦において、吉次は小笠原家の槍隊を率いて戦功を挙げ、加増された。
高田家は小笠原家が知行した小倉藩の槍術師範家となり、宝蔵院流高田派は小倉藩の槍術の主流となった。江戸時代後期には「小倉の槍術」の評判から多くの回国修行者が小倉を訪れた。そのほか、吉次の長男・吉深は伊賀に帰り、久居藩の槍術師範となり、次男・吉和は福岡藩の槍術師範となった。

## 現状
現在は江戸に伝えられた系統のみが現存している。ただし、この系統も全伝は現存せず、十文字槍で素槍に勝つ「槍合わせの形」の一部のみが伝えられ、十文字槍で刀に勝つ「太刀合」、同じく十文字槍で薙刀に勝つ「薙刀合」などは失伝している。
この系統は1918年（大正7年）、旧制第一高等学校の撃剣部（剣道部）で、山里忠徳がこの宝蔵院流高田派槍術（槍合わせの型五十本）と一心流薙刀術を指導したことにより、失伝を免れた。昭和20年まで部員が代々伝承してきたが終戦により途絶えた。昭和40年頃、山里忠徳より宝蔵院流高田派を学んだ石田和外（元最高裁判所長官）が五十本中三十五本を復元した。石田和外は宝蔵院流の発祥地の奈良に流儀を伝えることを希望し、1976年（昭和51年）、奈良県の剣道家・西川源内や鍵田忠兵衛に伝えたことにより実現した。西川源内が第19世宗家を継承し、1991年（平成3年）、鍵田忠兵衛が第20世宗家を継承した。
ただし、石田和外は宝蔵院流の形を伝えたのみであり、印可を受けていたわけではなく、宗家とは称していない。以後の宗家の称には何らの歴史的・文化的根拠は無い。
現在、東京都内において忠徳会（やりの会）が宝蔵院高田派槍術と一心流薙刀術を伝えている。忠徳会は、石田の復元の折から指導により演練を続けてきた一高撃剣OBの山﨑卓が発足させたものである。
また、石田和外が奈良県に伝えた系統が活動している。